# Raymond Ablack
Raymond Ablack (Toronto, 12 de novembro de 1989) é um ator e comediante canadense. Ele começou sua carreira no palco como ator infantil, atuando como Jovem Simba em O Rei Leão no Princess of Wales Theatre. Mais tarde, ele ganhou reconhecimento por interpretar Sav Bhandari na série de de drama adolescente Degrassi: The Next Generation (2007-2011).
De 2014 a 2017, Ablack estrelou a websérie Teenagers ; ele ganhou um Indie Series Award por sua atuação em 2016. Ele também é conhecido por seus papéis coadjuvantes em Orphan Black (2013–2016), Narcos (2017), Shadowhunters (2016–2018), Burden of Truth (2019) e Ginny & Georgia (2021). Estrelou os longas-metragens independentes Fondi '91 (2013) e Buffaloed (2019).

## Biografia
Ablack nasceu e foi criado por pais indo-guianenses em Toronto, Ontário. Enquanto crescia, ele jogou em uma liga competitiva de hóquei. Ele tem duas irmãs mais novas, Cassandra Ablack e Rebecca Ablack, e um irmão mais novo, Jared Ablack.

## Carreira
Como ator infantil, Ablack apareceu em vários comerciais e anúncios de televisão, antes de garantir o papel de Jovem Simba na produção teatral de O Rei Leão no Princess of Wales Theatre em Toronto no início dos anos 2000. Ele desempenhou o papel por um ano.
Anos depois, em 2017, Ablack alcançou exposição internacional quando foi escalado para o papel recorrente de Sav Bhandari na longa série de televisão canadense Degrassi: The Next Generation. Ele estrelou a série por cinco anos e apareceu em mais de 100 episódios. Durante esse tempo, Ablack também teve uma participação especial na série de televisão Life with Derek.
Desde seu tempo em Degrassi, Ablack trabalhou em várias produções, incluindo papéis recorrentes na série de televisão BBC/Space, Orphan Black, a série do Syfy, Defiance e a série do Freeform, Shadowhunters.
O primeiro papel de Ablack em um longa-metragem veio em 2013, com o lançamento do longa-metragem independente Fondi '91 (2013), que recebeu críticas mistas após o lançamento.

## Filmografia
| Ano  | Título                   | Papel              | Notas     |
| ---- | ------------------------ | ------------------ | --------- |
| 2009 | Degrassi Goes Hollywood  | Sav Bhandari       | Telefime  |
| 2010 | Degrassi Takes Manhattan | Sav Bhandari       | Telefilme |
| 2013 | Fondi '91                | Anil               |           |
| 2015 | Beeba Boys               | Gângster de Grewal |           |
| 2017 | Ashes                    | Jay                |           |
| 2018 | Acqauinted               | Alex               |           |
| 2019 | Buffaloed                | Prakash            |           |

| Ano       | Título                        | Papel         | Notas                                                                              |
| --------- | ----------------------------- | ------------- | ---------------------------------------------------------------------------------- |
| 2007–2011 | Degrassi: The Next Generation | Sav Bhandari  | 118 episódios                                                                      |
| 2009      | Life with Derek               | Kevin         | Episódio: " Truman's Last Chance"                                                  |
| 2011      | How to Be Indie               | Raj           | Episódio: "How to Fake Your Way Through a Freaky Formal"                           |
| 2013–2016 | Orphan Black                  | Raj Singh     | 4 episódios                                                                        |
| 2014–2017 | Teenagers                     | Gabriel       | Websérie; 20 episódios                                                             |
| 2015      | Defiance                      | Samir Pandey  | 6 episódios                                                                        |
| 2016      | Degrassi: Next Class          | Sav Bhandari  | 2 episodes                                                                         |
| 2016      | Annedroids                    | Dave          | Episódio: "Bionic Grandma"                                                         |
| 2016–2018 | Shadowhunters                 | Raj           | Recorrente (1ª-2ª Temporada), 6 episódios; Participação (3ª Temporada), 1 episódio |
| 2017      | Ransom                        | Piers Allard  | Episódio: "Joe"                                                                    |
| 2017      | The Kennedys: After Camelot   | Sirhan Sirhan | Episódio: "Family Bonds"; credited as Ray Ablack                                   |
| 2017      | Narcos                        | Stoddard      | 5 episódios                                                                        |
| 2019      | Burden of Truth               | Sunil Doshi   | 4 episódios                                                                        |
| 2020      | Nurses                        | Kabir Pavan   | 2 episódios                                                                        |
| 2021      | Ginny & Georgia               | Joe           | 10 episódios                                                                       |
| 2021      | Maid                          | Nate          | Papel recorrente                                                                   |

## Ligações Externas
- Raymond Ablack. no IMDb.